# Catogenus cylindricollis
Catogenus cylindricollis là một loài bọ cánh cứng trong họ Passandridae. Loài này được Lacordaire miêu tả khoa học năm 1854.